# Duplicaria similis
Duplicaria similis é uma espécie de gastrópode do gênero Duplicaria, pertencente à família Terebridae.